# Anyphaena celer
Anyphaena celer es una especie de araña del género Anyphaena, familia Anyphaenidae. Fue descrita científicamente por Hentz en 1847.
Se distribuye por Canadá, Estados Unidos y Dinamarca. La especie se mantiene activa durante todos los meses del año excepto en abril y mayo.